# Prádena del Rincón
Prádena del Rincón è un comune spagnolo di 98 abitanti situato nella comunità autonoma di Madrid. Fa parte della comunità di comuni della Sierra del Rincón.